# Karlheinz Anding
Karlheinz Anding (* 1946) ist ein deutscher ehemaliger Verwaltungsbeamter und Staatssekretär.

## Biografie
Karlheinz Anding trat 1977 in die bayerische Landesverwaltung ein. Vom Landratsamt Erding wechselte er über die Regierung von Oberbayern 1988 in das damalige Staatsministerium für Landesentwicklung und Umweltfragen. In der Bayerischen Staatskanzlei leitete er für vier Jahre ein Referat in der Abteilung für Richtlinien der Politik. Nach der Deutschen Wiedervereinigung wechselte er 1992 in die Landesverwaltung Mecklenburg-Vorpommern und amtierte dort von 1993 bis 1994 als Umweltstaatssekretär. Danach kehrte er in das Bayerische Innenministerium zurück und war als Leitender Ministerialrat tätig. Er leitete von 2008 bis 2013 das Bayerische Landesamt für Statistik und Datenverarbeitung.